# Cheilolejeunea adnata
Cheilolejeunea adnata là một loài Rêu trong họ Lejeuneaceae. Loài này được (Kunze ex Lehm.) Grolle mô tả khoa học đầu tiên năm 1977.